# Maria Larsson (långdistanslöpare)

För andra personer med samma namn, se Maria Larsson.  
Maria Larsson, född 25 mars 1994, är en svensk friidrottare (långdistans- och hinderlöpning) som tävlar för klubben Örgryte IS. 

## Karriär
I juni 2013 slog Maria Larsson svenskt juniorrekord på 3 000 meter hinder med tiden 9:56,50 (det gamla rekordet var på 10:10,01 och innehades av Lina Alainentalo sedan 2009). Larsson deltog senare 2013, i juli, på 3 000 meter hinder vid junior-EM i Rieti, Italien. Hon vann sitt försöksheat och i finalen kom hon in på en 4:e plats efter att ha haft en stor ledning i början på loppet.
Vid Europamästerskapen i Amsterdam år 2016 deltog Larsson på 3 000 meter hinder men blev utslagen i försöken trots personbästatiden 9:50,16.
Maria Larsson deltog på 3 000 meter hinder vid VM 2017 i London men slogs ut i försöken.

## Personliga rekord
| Utomhus - 800 meter – 2:18,96 (Göteborg 9 juni 2009) - 1 500 meter – 4:26,92 (Tempe, Arizona USA 29 mars 2014) - 3 000 meter – 9:27,09 (Göteborg 28 juni 2013) - 5 000 meter – 16:01,93 (Stockholm 2 september 2017) - 10 km landsväg – 34:37 (Stockholm 15 juni 2016) - 2 000 meter hinder – 6:48,79 (Göteborg 24 juli 2012) - 3 000 meter hinder – 9:39,96 (Göteborg 11 juli 2017) | Inomhus - 800 meter – 2:19,69 (Göteborg 5 februari 2011) - 1 500 meter – 4:39,28 (Bollnäs 26 februari 2012) - 3 000 meter – 9:15,64 (Seattle, Washington USA 1 mars 2014) |